# Tanjungratu
Tanjungratu is een bestuurslaag in het regentschap Lampung Selatan van de provincie Lampung, Indonesië. Tanjungratu telt 7306 inwoners (volkstelling 2010).